# Chalcuchimac
Calcuchimac (Challcuchima, Chalkuchimac o Challcochimaq) era, juntament amb Quizquiz i Rumiñahui, un dels tres generals principals d'Atahualpa en l'Imperi Inca. En la batalla de Quipaipán, a l'abril de 1532, va derrotar i va capturar a l'Inca Huàscar.

## Captivitat de Calcuchimac
Mentre que el conqueridor Hernando Pizarro saquejava la ciutadella de Pachacamac i Rímac, Calcuchimac guiava un exèrcit per la serra central peruana, fins que va ser cridat per Hernando de Soto qui li va indicar que «seria un deshonor que tan prestigiós general no visiti a la seva majestat inca». Calcuchimac, convençut de la bona fe de l'espanyol fou a visitar a Atahualpa, a Cajamarca, aquí el general va ser traït i pres pels espanyols. A la presó, va ser torturat -va sofrir greus cremades- per revelar la ubicació dels més grans tresors inques, però aquest només va esmentar regnes i tresors imaginaris.

## Mort
Després de l'assassinat d'Atahualpa pels seus captors espanyols, Calcuchimac i els altres presos van acompanyar als espanyols en la seva marxa cap al Cusco. Estaven amb Túpac Hualpa, el primer inca marioneta nomenat per Francisco Pizarro.
En ple viatge, va aparèixer un jove fill de Huayna Cápac, que estava convençut que els espanyols eren salvadors doncs barallaven contra Quizquiz -qui havia fet excessos en la presa de Cusco-, es tractava de Manco Inca, el qual va prometre ajuda i fidelitat als espanyols. Aquests li van prometre salvació enfront dels terribles abusos que van cometre els partidaris de Atahualpa a la ciutat de Cusco.
Francisco Pizarro va acusar Calcuchimac d'enverinar a Túpac Hualpa, després ho va condemnar a mort. En negar-se a ser batejat, Calcuchimac voluntàriament va entrar a la foguera per ser cremat viu.
La seva mort va ser rebuda amb alegria per part dels inques cuzqueños.